# Щепетное
Щепетное — покинутый посёлок в Новохопёрском районе Воронежской области России.
Входит в состав Коленовского сельского поселения.
Население поселка — 0 человек (2011 год).

## География

### Улицы
- ул. Сиреневая